# Friedrich Meibohm
Friedrich Meibohm (ur. 1609 w Braniewie, zm. 14 września 1656) – warmiński duchowny katolicki, teolog, archiprezbiter elbląski, kanonik dobromiejski, sekretarz colloquium charitativum w 1645 roku.

## Życiorys

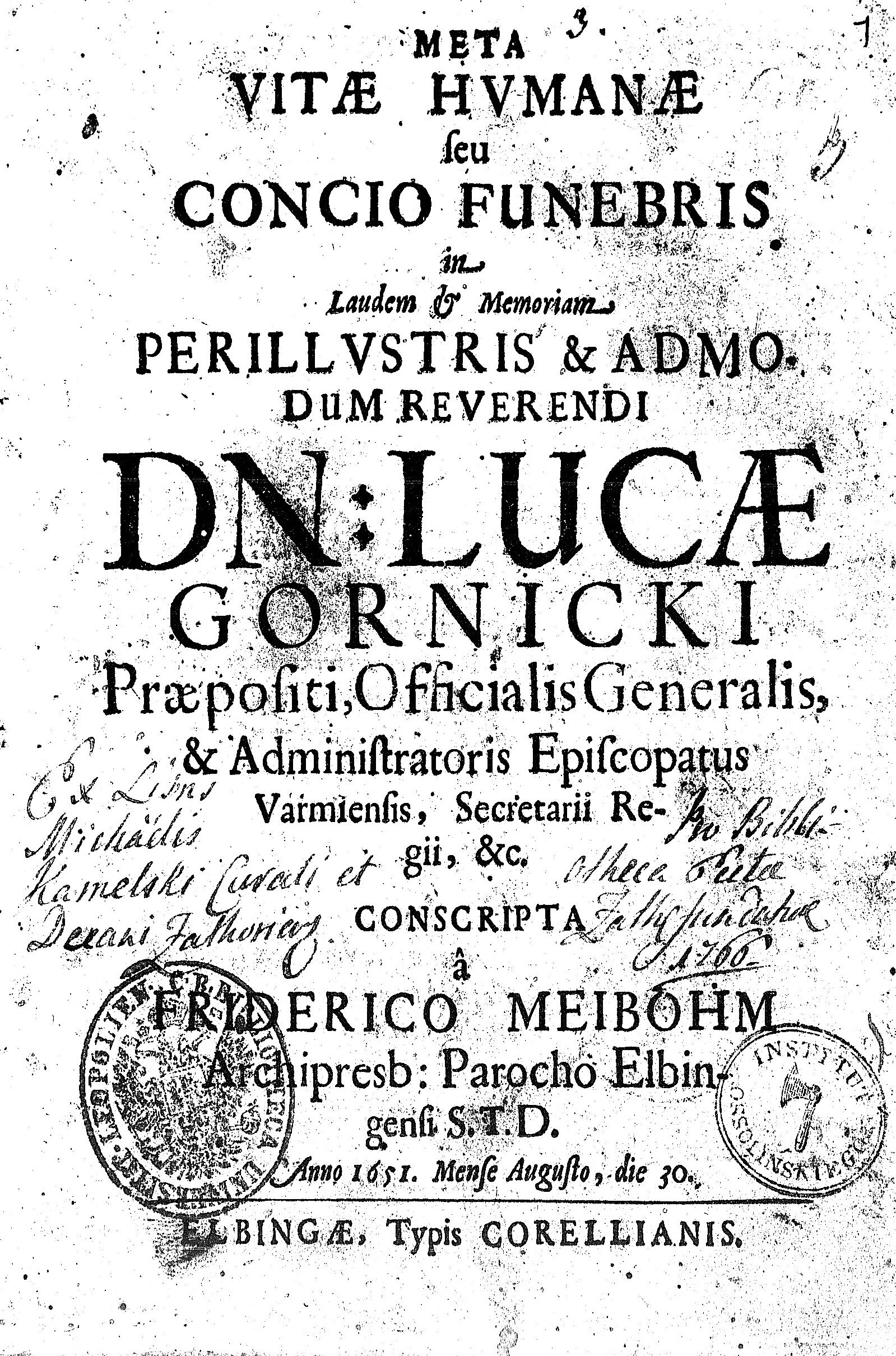
Meta vitae hvmanae seu Concio funebris in laudem et memoriam [...] Dn. Lucae Gornicki praepositi, officialis generalis et administratoris episcopatus Varmiensis, secretarii regii wydana przez Meibohma w 1651 roku

Urodził się w 1609 roku. W 1627 rozpoczął studia w Alumnacie Papieskim w Braniewie. Następnie studiował w Wilnie. W Wilnie przyjął święcenia kapłańskie oraz uzyskał doktorat z teologii. W wieku 27 lat objął funkcję proboszcza parafii św. Mikołaja w Elblągu, którą sprawował do końca życia (1636–1656). Friedrich Meibohm znał język polski i wygłaszał kazania również w tym języku. Jego zasługą jest założenie ksiąg parafialnych w Elblągu, z których do czasów współczesnych zachowała się księga chrztów prowadzona od roku 1642.
W 1643 biskup Mikołaj Szyszkowski polecił mu jedną z ważniejszych funkcji – sekretarza strony katolickiej – na tzw. colloquium charitativum – wspólnym zjeździe katolików, luteran i kalwinistów w Toruniu w 1645 roku, którego celem było uzyskanie jedności wiary i pokoju religijnego. Ostatnia sesja odbyła się 1 listopada 1645. Ze strony katolickiej podpisy złożyli biskupi Leszczyński i Tyszkiewicz oraz odpowiedzialny za protokół Meibohm. Po tym luteranie przeprowadzili atak na sekretarza Meibohma, iż zastosował on niekorzystny dla nich układ protokołów. Był to powód do zerwania dalszych pertraktacji.
Dziesięć lat później, wskutek pretensji dynastycznych króla Jana Kazimierza, wybuchła wojna polsko-szwedzka (1655–1660). Elbląg skapitulował już 22 grudnia pierwszego roku wojny. Kościół św. Mikołaja przekazany został protestantom, a w zamian władze szwedzkie udostępniły katolikom małą kaplicę św. Elżbiety. Wkrótce, 14 września 1656 roku, ks. Meibohm umiera, ale jego następca na stanowisku proboszcza w kościele św. Mikołaja mógł zostać mianowany dopiero po zakończeniu wojny. Został nim w 1660 roku ks. Szymon Wolfsbeck.
Friedrich Meibohm wydał drukiem szczegółowy opis zjazdu colloquium charitativum oraz wiele mów i kazań po łacinie.